# スタイルパッチ
スタイルパッチはアメリカ合衆国生産、日本調教の競走馬、繁殖牝馬。日本の牝系のひとつ「スタイルパッチ系」の祖である。
1952年、太平洋戦争を経て国営競馬復活後の馬資源不足解消のために、アメリカ・オーストラリアなどから輸入された競走馬群のうちの一頭。同年に輸入された馬にはリンボー、その翌年に輸入された馬にはカバーラップ二世などがいる。輸入直後に競走馬としてデビューし、短距離ハンデキャップなど9勝を挙げオープン馬となっている。
5歳をもって競走馬を引退し繁殖牝馬となると、直仔こそ大きな活躍を見せなかったが、孫世代以降から二冠馬カブラヤオー、エリザベス女王杯優勝馬ミスカブラヤ兄妹や、重賞2勝を挙げたサルノキングといった中央競馬の活躍馬を輩出。とくに第一仔の牝駒ミスナンバイチバンから広がった系統からは、前述カブラヤ兄妹をはじめ、マイルチャンピオンシップ2勝を挙げたダイタクヘリオスといった活躍馬が続出した。輸入から半世紀を経た2000年代以降も安定して活躍馬を輩出し、スタイルパッチ系は日本の名牝系のひとつに数えられている。

## 系図
※太字はGI級競走優勝馬、#印は重賞優勝馬。「f」はfilly（牝馬）の略、「c」はcolt（牡馬）の略。
スタイルパッチ 1950 f
｜ミスナンバイチバン 1959 f
｜｜カブラヤ 1965 f
｜｜｜カブラヤオー 1972 c（皐月賞、東京優駿など重賞5勝）
｜｜｜ミスカブラヤ 1976 f（エリザベス女王杯）
｜｜ネヴァーイチバン 1971 f
｜｜｜ダイタクヘリオス 1987 c（マイルチャンピオンシップ2回など重賞7勝）
｜｜｜ダイタクイチバン 1990 f
｜｜｜｜ダイタクプルクラ 1997 f
｜｜｜｜｜チャンストウライ# 2003 c（佐賀記念）
｜｜｜スプリングネヴァー 1992 f
｜｜｜｜ダイタクリーヴァ# 1997 c（スプリングステークス、京都金杯2回、鳴尾記念、シンザン記念）
｜｜｜｜ダイタクバートラム# 1998 c（阪神大賞典、ステイヤーズステークス、北九州記念）
｜｜スタイルリバー 1977 f
｜｜｜ダイタクテイオー# 1992 c（毎日杯）
｜シギサン 1962 f
｜｜サルノキング# 1979 c（東京4歳ステークス、弥生賞）
｜｜ハローシギサン 1982 f
｜｜｜フジタカナイス 1986 f
｜｜｜｜グランドシンザン# 1994 c（愛知杯）
ほかネヴァーイチバンの娘に北九州短距離ステークスの優勝馬スイートラブ、その産駒に中央競馬のオープン特別戦を2勝したダイタクサージャンがいる。

## 血統表
| スタイルパッチの血統                 | スタイルパッチの血統                 | スタイルパッチの血統 | （血統表の出典）  | （血統表の出典） |
| 父系                                 | テディ系                             | テディ系             | テディ系          |                  |
| 父 Dog Patch 1939 鹿毛 アメリカ      | 父の父Bull Dog 1927 黒鹿毛 フランス  | Teddy                | Ajax              | Ajax             |
| 父 Dog Patch 1939 鹿毛 アメリカ      | 父の父Bull Dog 1927 黒鹿毛 フランス  | Teddy                | Rondeau           |                  |
| 父 Dog Patch 1939 鹿毛 アメリカ      | 父の父Bull Dog 1927 黒鹿毛 フランス  | Plucky Liege         | Spearmint         | Spearmint        |
| 父 Dog Patch 1939 鹿毛 アメリカ      | 父の父Bull Dog 1927 黒鹿毛 フランス  | Plucky Liege         | Conceltina        |                  |
| 父 Dog Patch 1939 鹿毛 アメリカ      | 父の母Rose Leaves 1916 鹿毛 アメリカ | Ballot               | Voter             | Voter            |
| 父 Dog Patch 1939 鹿毛 アメリカ      | 父の母Rose Leaves 1916 鹿毛 アメリカ | Ballot               | Cerito            |                  |
| 父 Dog Patch 1939 鹿毛 アメリカ      | 父の母Rose Leaves 1916 鹿毛 アメリカ | Colonial             | Trenton           | Trenton          |
| 父 Dog Patch 1939 鹿毛 アメリカ      | 父の母Rose Leaves 1916 鹿毛 アメリカ | Colonial             | Thankful Blossom  |                  |
| 母 Style Leader 1933 青鹿毛 アメリカ | 母の父Cyclops 1920 アメリカ          | Heno                 | Henry Young       | Henry Young      |
| 母 Style Leader 1933 青鹿毛 アメリカ | 母の父Cyclops 1920 アメリカ          | Heno                 | Quiver            |                  |
| 母 Style Leader 1933 青鹿毛 アメリカ | 母の父Cyclops 1920 アメリカ          | Daphne               | Ballot            | Ballot           |
| 母 Style Leader 1933 青鹿毛 アメリカ | 母の父Cyclops 1920 アメリカ          | Daphne               | Graziosa          |                  |
| 母 Style Leader 1933 青鹿毛 アメリカ | 母の母Minuet 1916 鹿毛 アメリカ      | Olambala             | Ornus             | Ornus            |
| 母 Style Leader 1933 青鹿毛 アメリカ | 母の母Minuet 1916 鹿毛 アメリカ      | Olambala             | Blue and White    |                  |
| 母 Style Leader 1933 青鹿毛 アメリカ | 母の母Minuet 1916 鹿毛 アメリカ      | Fantasque            | Disguise          | Disguise         |
| 母 Style Leader 1933 青鹿毛 アメリカ | 母の母Minuet 1916 鹿毛 アメリカ      | Fantasque            | Editha F-No.8-g   |                  |
| 母系(F-No.)                          | 8号族(FN:8-g)                        | 8号族(FN:8-g)        | 8号族(FN:8-g)     | [ § 2 ]          |
| 5代内の近親交配                      | Ballot 3×4=18.75%                    | Ballot 3×4=18.75%    | Ballot 3×4=18.75% | [ § 3 ]          |
| 出典                                 | 1. 2. 3.                             | 1. 2. 3.             | 1. 2. 3.          | 1. 2. 3.         |

父はアメリカの名種牡馬ブルリー (Bull Lea) の全弟。祖母の従兄に1915年のアメリカ最優秀 2 歳牡馬ドミナント (Dominant) がいる以外は、母系近親に目立った活躍馬はいない。